# Glendale (Utah)
Glendale és una població dels Estats Units a l'estat de Utah. Segons el cens del 2000 tenia 355 habitants.

## Demografia
Segons el cens del 2000, Glendale tenia 355 habitants, 116 habitatges, i 88 famílies. La densitat de població era de 17,6 habitants per km².
Dels 116 habitatges en un 38,8% hi vivien nens de menys de 18 anys, en un 71,6% hi vivien parelles casades, en un 4,3% dones solteres, i en un 23,3% no eren unitats familiars. En el 20,7% dels habitatges hi vivien persones soles el 9,5% de les quals corresponia a persones de 65 anys o més que vivien soles. El nombre mitjà de persones vivint en cada habitatge era de 3,06 i el nombre mitjà de persones que vivien en cada família era de 3,62.
Per edats la població es repartia de la següent manera: un 34,1% tenia menys de 18 anys, un 8,5% entre 18 i 24, un 21,1% entre 25 i 44, un 23,1% de 45 a 60 i un 13,2% 65 anys o més.
L'edat mediana era de 31 anys. Per cada 100 dones de 18 o més anys hi havia 101,7 homes.
La renda mediana per habitatge era de 35.938 $ i la renda mediana per família de 38.500 $. Els homes tenien una renda mediana de 24.722 $ mentre que les dones 20.000 $. La renda per capita de la població era de 17.322 $. Entorn del 5,4% de les famílies i el 8,1% de la població estaven per davall del llindar de pobresa.

## Poblacions més properes
El següent diagrama mostra les poblacions més properes.